# تئودور روبرتز
تئودور روبرتز (انگلیسی: Theodore Roberts؛ ۸ اکتبر ۱۸۶۱ – ۱۴ دسامبر ۱۹۲۸) یک هنرپیشه اهل ایالات متحده آمریکا بود.
از فیلم‌ها یا برنامه‌های تلویزیونی که وی در آن نقش داشته است می‌توان به آریزونا، مرد و زن، کف‌صابون، ده فرمان، عرب، منبع، زن و طوفان اشاره کرد.